# ديفيد بيري (سياسي أسترالي)
ديفيد بيري (بالإنجليزية: David Berry)‏ هو سياسي أسترالي، ولد في 7 يونيو 1951. انتخب عضو الجمعية التشريعية نيو ساوث ويلز.